# Arctoparmelia aleuritica
Arctoparmelia aleuritica är en lavart som först beskrevs av William Nylander och som fick sitt nu gällande namn av Mason Ellsworth Hale. 
Arctoparmelia aleuritica ingår i släktet Arctoparmelia och familjen Parmeliaceae. Inga underarter finns listade i Catalogue of Life.